# Synagoge (Weener)

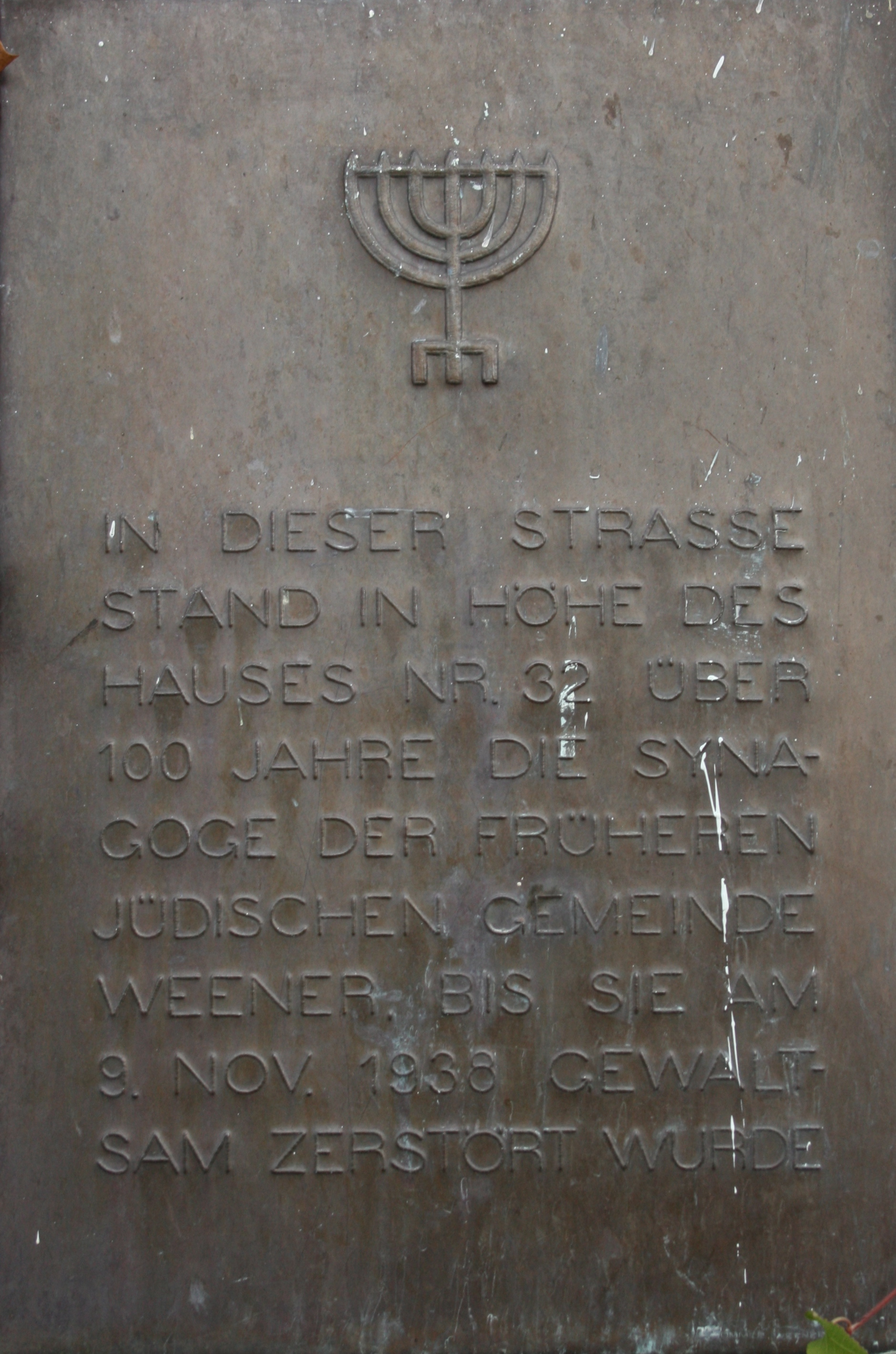
Hinweis- und Gedenktafel für Synagoge an der Westerstraße

Die ehemalige Synagoge in Weener wurde von der örtlichen Gemeinde seit dem Jahr 1829 bis in die Zeit des Nationalsozialismus genutzt. Während der Novemberpogrome 1938 zerstörten örtliche Nationalsozialisten das Gebäude. Die dazugehörige jüdische Gemeinde löste sich danach auf. Die letzte jüdische Einwohnerin verließ die Stadt am 7. April 1942.

## Geschichte
Die Jüdische Gemeinde Weener war die größte im Rheiderland. Ihre Entstehung geht in die Zeit um die Mitte des 17. Jahrhunderts zurück. Noch 1805 wurden in Weener lediglich elf Juden gezählt: Zu wenig für das Quorum (Minjan) von zehn oder mehr im religiösen Sinne mündigen Juden, das nötig ist, um einen vollständigen jüdischen Gottesdienst abzuhalten. Zu Beginn des 19. Jahrhunderts gab es offenbar eine rege jüdische Zuwanderung nach Weener. Zunächst fanden Gottesdienste in einem Lokal an der Westerstraße statt, das die Gemeinde von einem Anwohner gekauft hatte. Um 1828 begannen die Planungen zum Bau einer Synagoge. Am 3. Juli 1828 konnte die jüdische Gemeinde in Weener dafür ein Grundstück an der Westerstraße (1933–2008: Hindenburgstraße) erwerben, auf dem zur Jahreswende 1828/29 die Synagoge errichtet wurde.
Kurz darauf wurde der Bau einer Lehrerwohnung erforderlich. Dafür verkaufte die Gemeinde das Gebäude, in dem bis zum Bau der Synagoge Gottesdienste stattfanden. Mit dem Erlös ließ sie 1837 in unmittelbarer Nähe der Synagoge an der Westerstraße eine Lehrerwohnung errichten, in der zunächst auch ein Schulraum untergebracht war. Als dieser für die wachsende Zahl der Kinder zu klein wurde, ließ die Gemeinde im Jahre 1853 zwischen den beiden Gebäuden die jüdische Schule errichtet, die bis 1924 genutzt wurde. Das Gebäude selbst ist bis heute erhalten.
1887 ließ die Gemeinde die Lehrerwohnung niederreißen und an ihrer Stelle ein Jahr später einen Neubau errichten, der auch eine Mikwe enthielt. Zu Beginn des 20. Jahrhunderts gab es in Weener ein reges Gemeindeleben um die Synagoge, wie aus einem Revisionsbericht des Landesrabbiners Jona Hermann Löb zur Synagogengemeinde Weener an den Regierungspräsidenten in Aurich hervorgeht: „Alle Baulichkeiten sind in gutem Zustand, die Synagoge [ist] im Innern würdig ausgeschmückt. Die Bruderschaft und die anderen Wohltätigkeitsvereine entfalten segensreiche Tätigkeit.“
1928 ließ die Gemeinde die Synagoge renovieren und mit einer Feier zum einhundertjährigen Bestehen, an der auch Bürger anderen Glaubens teilnahmen, wieder ihrer Bestimmung übergeben. Im Hotel zum Weinberg wurde dazu am 22. September 1929 ein Festakt gehalten. Zu diesem Anlass publizierte der Synagogenverband eine Denkschrift, die über die Geschichte der Gemeinde und das Gemeindeleben informierte. 1929 heißt es in einem Jahresbericht vom Landrabbinat Emden an den Regierungspräsidenten in Aurich, dass in der Synagoge regelmäßig „am Sonnabend, an den Festtagen und an den Jahrzeittagen“ ein regelmäßiger Gottesdienstbesuch der Gemeindemitglieder stattfand. Das Schulgebäude befand sich, wie dem Bericht ebenfalls zu entnehmen ist, zu dieser Zeit ebenfalls in einem guten Zustand. Das Ritualbad, die Mikwe, bedurfte jedoch dringend einer Renovierung.
In der Nacht vor dem Novemberpogrom 1938 führte die Ortsgruppe der NSDAP im Hotel zum Weinberg eine Gedenkfeier für die Gefallenen des Hitlerputsches von 1923 durch. Als die Nachricht eintraf, dass der Botschaftssekretär in Paris, Ernst Eduard vom Rath, einem Attentat von Herschel Grynszpan zum Opfer gefallen war, wurden antisemitische Reden gehalten und allgemeine Drohungen gegen die jüdische Bevölkerung ausgesprochen. Ein konkretes Objekt wurde nicht genannt. Die Gauleitung in Oldenburg informierte den Bürgermeister der Stadt Leer, Erich Drescher, in groben Zügen über die geplanten Aktionen. Zusammen mit seinem Neffen, der zufällig zu Besuch war, wurde er von seinem Fahrer zum Rathaus gebracht, wo er mit dem Standartenführer Friedrich Meyer eine Unterredung führte, die der Abstimmung der Aufgabenbereiche diente. Beide wurden in dieser Nacht, wahrscheinlich unabhängig voneinander, über die Vorgänge informiert.
Meyer begab sich nach dem Gespräch nach Weener, um die Aktionen zu koordinieren. Der örtliche Polizeihauptwachtmeister J. Verlaat war vorher telefonisch von der SA-Standarte in Leer darüber informiert worden, dass die Synagoge in Brand gesetzt werden würde. Sturmbannführer Lahmeyer wurde von Standartenführer Friedrich Meyer geweckt und instruiert, worauf dieser in den frühen Morgenstunden des 10. November die örtlichen SA-Mitglieder vor der Synagoge zusammenrufen ließ und telefonisch bei einer Tankstelle an der Hindenburgstraße (seit 2009: Westerstraße) die Lieferung von Benzin bestellte. Dieses wurde anschließend über seitliche Nebenwege durch die Fenster in der Nordwand in die Synagoge gebracht. Dort türmten die SA-Mitglieder leicht brennbare Materialien auf und entzündeten diese um 4:30 Uhr. Das Feuer breitete sich schnell aus. Schon kurz nach der Brandstiftung stand eine große Stichflamme über dem Haus, welche die ganze Straße erleuchtete. Mitglieder der SA sperrten daraufhin die Brandstelle, die alarmierte Feuerwehr beschränkte sich auf Geheiß der SA darauf, mit Wasserschläuchen ein Übergreifen der Flammen auf die umliegenden Häuser (eine Scheune und eine Werkstatt) zu verhindern, was auch gelang. Die benachbarte jüdische Schule wurde dagegen an der Dachseite in Mitleidenschaft gezogen. Die Synagoge selbst brannte bis auf die verkohlten Außenmauern nieder. Parallel zu der Aktion misshandelten örtliche Nationalsozialisten Mitglieder der jüdischen Gemeinde von Weener, demolierten mehrere Geschäfte und beschlagnahmten Geld- und Wertgegenstände aus jüdischem Besitz.
Die Gemeinde löste sich nach den Novemberpogromen schnell auf. Am 7. April 1942 meldete der Landrat des Kreises Leer dem Regierungspräsidenten die Auswanderung der letzten jüdischen Einwohnerin von Stapelmoor, das zur jüdischen Gemeinde Weener gehört hatte. Damit konnte Weener für „judenfrei“ erklärt werden.

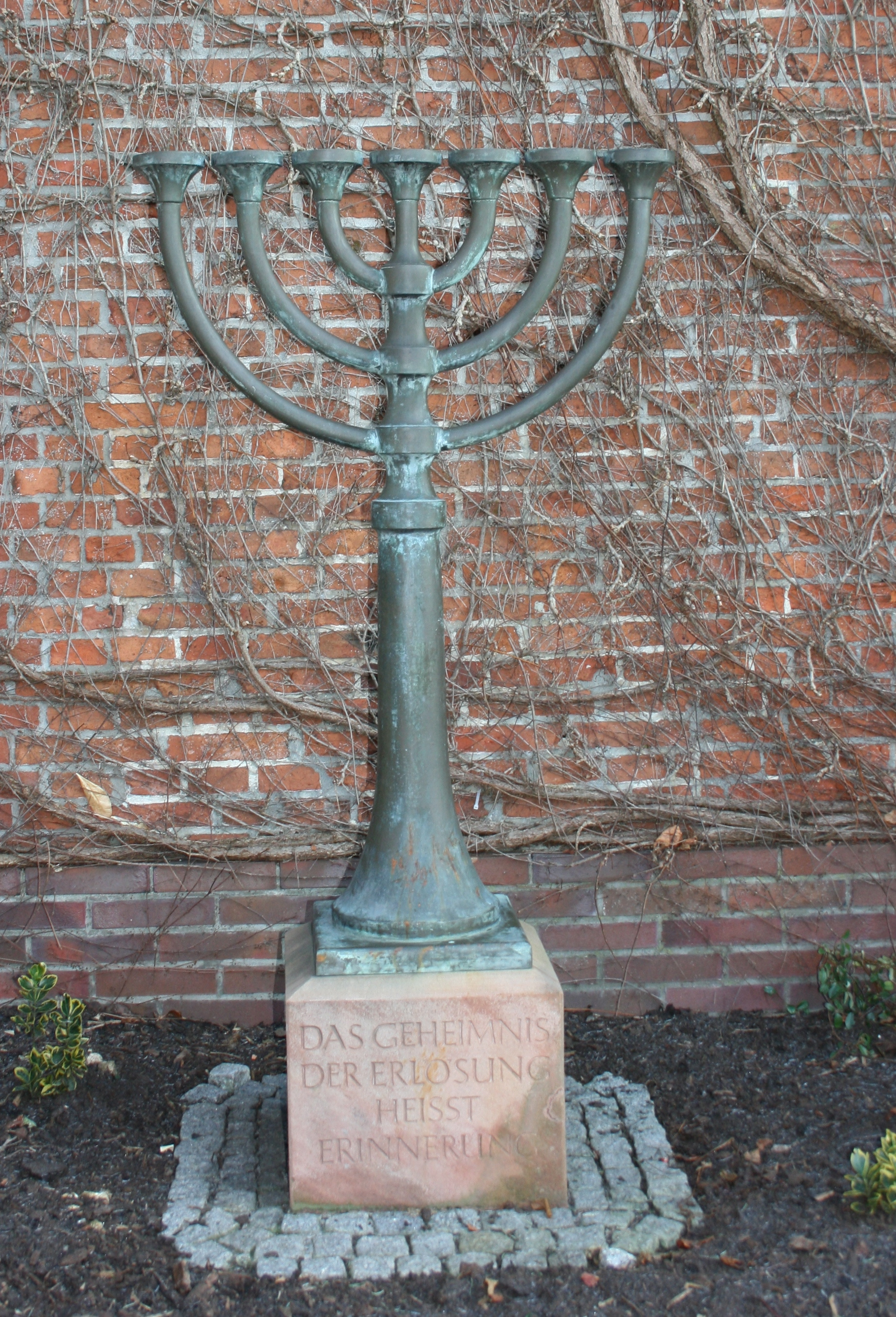
Denkmal an der Westerstraße

Die Reste der Synagoge wurden danach abgetragen, das Grundstück aber nicht wieder überbaut. Dort befindet sich heute ein Parkplatz, auf dem die Gemeinde 1990 ein Denkmal in Form einer Menora aufstellen ließ. Am ehemaligen Lehrerhaus wurde eine Gedenktafel angebracht.
Die Prozesse gegen die Hauptverantwortlichen für die Novemberpogrome 1938 in Weener wurden 1949 vor einem Schwurgericht in Aurich geführt. Die Anklagepunkte lauteten auf Landfriedensbruch, Brandstiftung, Freiheitsberaubung und Verbrechen gegen die Menschlichkeit. Die acht Angeklagten wurden zu kurzzeitigen Haftstrafen verurteilt. Der ehemalige Sturmbannführer Lahmeyer wurde zu einem Jahr und drei Monaten Gefängnis verurteilt, da er die Anordnungen weitergegeben hatte. Diese Strafe musste er jedoch nicht antreten, da seine Untersuchungs- und Internierungshaft von insgesamt drei Jahren und neun Monaten voll angerechnet wurde. Von den anderen Angeklagten verurteilte das Gericht den Maurer W. wegen Freiheitsberaubung zu einer Gefängnisstrafe von sechs Monaten, den Kutscher S. wegen des gleichen Deliktes zu vier Monaten, der Gärtner B. wegen Verbrechens gegen die Menschlichkeit in einem Falle und Freiheitsberaubung zu sechs Wochen Gefängnis und den Lohnbuchhalter S. wegen Freiheitsberaubung zu einem Monat Gefängnis. Drei weitere Angeklagte sprach das Gericht frei.
Laut einem Zeitungsbericht befand der Landgerichtsdirektor, dass keinem der Angeklagten der Ruf eines Fanatikers vorausgegangen sei. „Die von der SA gehaltene Aktion sei hier nur im engsten befohlenen Rahmen durchgeführt worden, ohne daß sie im allgemeinen von den Angeklagten gebilligt worden sei.“
Im Sommer 2021 legten Archäologen der Ostfriesischen Landschaft die Grundmauern der Synagoge frei. Demnach war sie ein 9 × 13 m großes, eher schlichtes Gebäude, das nach seinem Brand schnell abgerissen wurde. Über den Fundamenten soll der Neubau der Stadtbibliothek, aber auch eine Gedenkstätte entstehen.